# Köblény
Köblény es un pueblo ubicado en el distrito de Komló, en el condado de Baranya, Hungría.

## Superficie
Posee una superficie de 8,040 kilómetros cuadrados.

## Demografía
Hasta 2019 la población era de 191 habitantes, con una densidad de población de 23,76 habitantes por kilómetro cuadrado.